# Nižný Lánec
Nižný Lánec – wieś (obec) na Słowacji położona w kraju koszyckim, w powiecie Koszyce-okolice. Pierwsze wzmianki o miejscowości pochodzą z roku 1268. 
Według danych z dnia 31 grudnia 2012, wieś zamieszkiwało 438 osób, w tym 233 kobiety i 205 mężczyzn.
W 2001 roku rozkład populacji względem narodowości i przynależności etnicznej wyglądał następująco:
- Słowacy – 11,85%
- Romowie – 24,94%
- Ukraińcy – 0,49%
- Węgrzy – 51,36%

Ze względu na wyznawaną religię struktura mieszkańców kształtowała się w 2001 roku następująco:
- Katolicy rzymscy – 40%
- Grekokatolicy – 0,49%
- Ewangelicy – 0,25%
- Ateiści – 0,74%
- Nie podano – 12,1%